# Coupé (Einheit)
Die Coupé, auch: der Coupé, war ein Getreidemaß und wurde – verlässlich noch im 18. und 19. Jahrhundert – in verschiedenen Schweizer Regionen wie im Kanton Genf und im Kanton Freiburg sowie in Turin und in Savoyen genutzt.
Für Coupé waren die Begriffe Sack und Kopf oft gleichwertig, aber auch eigenständige Maße mit Abhängigkeiten untereinander.

## Kanton Genf
- 1 Coupé = 2 Bichets = 4 große Quart = 16 kleine Quart = 3980 Pariser Kubikzoll = 0,52633 neue Schweizer Malter  = 78,05 Liter
- 1 Coupé = 2 Bichets = 4 große Quart = 16 kleine Quart = 3915 Pariser Kubikzoll = 77,66 Liter[1]
- 1 Coupé = 110 Pfund Weizen (Genfer großes Gewicht)[2]
- 1 Coupé = 103 Pfund Roggen (Genfer großes Gewicht)

## Kanton Freiburg
- 1 Coupé = 2 Bichets/Mäß
- 4 Coupé/Kopf = 1 Sack
- 12 Coupé = 1 Mütt
- 1 Coupé = 201 ¼  Pariser Kubikzoll = 4 Litre

## Savoyen und Turin
- 1 Coupé = 144 ⅞ Pariser Kubikzoll = 2 ⅞ Litre
- 4 Coupé = 1 Quartieri
- 8 Coupé = 1 Emmini
- 40 Coupé = 1 Sacco